# The Twilight Zone
|  | Maskinoversættelse og/eller tvivlsomt indhold Denne sides indhold bærer præg af at være en maskinoversættelse og/eller meget dårligt og uklart formuleret. Det vurderes at sproget er så dårligt og eventuelt forkert eller til at misforstå, at det bør omskrives eller oversættes på ny. Du kan hjælpe med at oversætte til korrekt dansk i denne og lignende artikler. Hvis dette ikke sker inden for kort tid, kan en sletning komme på tale. Se evt. denne sides diskussionsside eller i artikelhistorikken. |

The Twilight Zone er en amerikansk tv-serie skabt af Rod Serling og instrueret af Stuart Rosenberg, der indeholder science fiction, spænding, fantasy og gyserhistorier. På grund af seriens populære succes er der blevet lavet flere sæsoner og fortsættelser i løbet af dens historie. CBS's efterfølger The Twilight Zone fra 1959 har 5 sæsoner og 156 episoder, mens den i 1980'erne blev udgivet, stadig af CBS, med tre sæsoner. Denne første efterfølger blev forudgået af en film, Twilight Zone: The Movie. Allerede i det 21. århundrede producerede UPN The Twilight Zone (2002) med kun én sæson, med Forest Whitaker som vært.
Den 1. april 2019 blev en ny genoplivning "The Twilight Zone (2019)" udgivet af CBS All Access. Der blev oprindeligt bestilt en sæson på ti afsnit.
The Twilight Zone fulgte traditionen fra ældre radioprogrammer som The Weird Circle og X Minus One samt radioværkerne af dramatikeren Norman Corwin.

## Tidselementet
I 1958 købte CBS et tv-manuskript, som Alfred Hitchcock håbede at kunne producere som pilot til en ugentlig serie. "The Time Element" markerede således Serlings første udflugt i science fiction.
Historien handler om "tidsrejser" med en mand ved navn Peter Jenson (William Bendix), der besøger en psykoanalytiker, Dr. Gillespie (Martin Balsam), med klager over en tilbagevendende drøm, hvor han forestiller sig at vågne op i Honolulu lige før det japanske angreb på Pearl Harbor. "Jeg vågnede op på et hotelværelse i Honolulu, og det er 1941," forklarer han og konkluderer, at det ikke bare er drømme, men faktisk tidsrejser. Dr. Gillespie insisterer imidlertid på, at tidsrejser er umulige på grund af det tidsmæssige paradoks. I drømmen udnytter han situationen og satser på alle de vindende heste og hold, og til sidst forsøger han uden held at advare aviserne og militæret om, at japanerne planlægger et overraskelsesangreb på Pearl Harbor.
Hans advarsler bliver opfattet som vanvittige vrangforestillinger og bliver enten ignoreret eller afvist med vold, selv ingeniøren (Darryl Hickman), der arbejder på "USS Arizona", skyder ham efter at have insisteret på, at det vil blive sænket den 7. december. Jensons drøm ender altid, da de japanske bombefly flyver over om morgenen den 7. december, hvilket får ham til at råbe "Jeg sagde det jo! Hvorfor kan ingen høre mig?", og Jenson afslører til sidst over for dr. Gillespie, at han virkelig var i Honolulu den 7. december 1941. Mens Jenson ligger på sofaen, falder han i søvn igen, men denne gang skyder de flyvende japanske fly ind i hans soveværelsesvinduer, og han bliver dræbt. Da kameraet viser lægernes kontor, er sofaen, som Jenson lå på, nu tom, og Dr. Gillespie ser sig forvirret omkring. Han kigger i sin kalender og finder ud af, at han faktisk ikke har nogen aftaler planlagt for denne dag. Gillespie går ind på en bar og finder Jensons billede på væggen. Bartenderen fortæller ham, at Jenson plejede at være bartender i denne bar, men blev dræbt i Pearl Harbor.

## Rod Serling
Med dette manuskript fandt Rod Serling de grundlæggende og definerende elementer i stilen og temaet for sin planlagte serie, som han etablerede som science fiction, og han åbnede og lukkede fortællingen med en afslørende slutning og ...
Men den populære og kritiske modtagelse i 1959 havde ikke levet op til standarderne fra 1957, og "The Time Element" var i realiteten blevet købt til at blive udsat på ubestemt tid. Og sådan ville det blive ved med at være, hvis ikke Bert Granet, den nye Westinghouse Desilu Playhouse-producer, havde opdaget "The Time Element" i CBS' bokse, da han ledte efter et originalmanuskript af Serling, som kunne give prestige til hans show. "The Time Element" (introduceret af Desi Arnaz) havde premiere den 24. november 1958 til et stort set begejstret publikum af seere og kritikere.
Humoren og oprigtigheden i Serlings dialog "gjorde 'The Time Element' underholdende", skrev Jack Gould i New York Times. Mere end seks tusinde rosende breve strømmede ind på Granets kontor. CBS var overbevist om, at en serie baseret på disse historier kunne blive en succes, og begyndte atter at tale med Serling om mulighederne for at producere The Twilight Zone.
"Hvor er alle sammen?" (Where Is Everybody?) blev udviklet som pilotaflevering til tv, og projektet blev officielt annonceret til offentligheden i begyndelsen af 1959. "The Time Element" blev sjældent vist på tv og var kun tilgængelig på en italiensk dvd med titlen "Ai confini della realtà — I tesori perduti", indtil den blev vist som en del af et aftenprogram på TVLand-kanalen.

## Produktion
Serien blev skabt og skrevet af Rod Serling, som var fortælleren og værten, og den havde også flere kendte forfattere som Charles Beaumont, Richard Matheson, Jerry Sohl, George Clayton Johnson, Earl Hamner, Jr. Mange episoder blev tilpasset klassiske historier af forfattere som Ambrose Bierce, Lewis Padgett, Jerome Bixby og Damon Knight.

## Original serie
Den oprindelige serie løb fra 1959 til 1964. Alfred Hitchcock havde etableret sig som en af de mest kendte navne inden for tv, berømt for sine dramatiske tv-film og for sin kritik af de begrænsninger, som tv-mediet havde. Hans hyppigste klager var rettet mod den censur, som sponsorer og netværk udøvede. Da CBS i 1958 købte det tv-manuskript, som Alfred Hitchcock håbede at kunne producere som pilotprojekt til en ugentlig serie, "The Time Element", blev det Rod Serlings første udflugt til science fiction-området, og det blev startskuddet til idéen om serieproduktion.
Episoderne blev produceret i sort/hvid og lagde vægt på handlingen; Twilight Zone-forfatterne brugte ofte science fiction som et middel til at afsløre tidens sociale og politiske adfærd for at undgå censur. Episoder som "The Shelter" eller "The Monsters Are Due on Maple Street" kommenterede og analyserede tidens begivenheder, mens andre, som "The Masks" eller "The Howling Man", brugte allegorier, lignelser eller fabler til at beskrive
filosofiske og moralske spørgsmål.